# Contea di Qiubei
La contea di Qiubei (丘北县S, Qiūběi XiànP) è una contea della Cina, situata nella provincia di Yunnan e amministrata dalla prefettura autonoma zhuang e miao di Wenshan.